# Bacanales (Mantegna)
Las Bacanales son dos láminas grabadas de Andrea Mantegna que probablemente forman un díptico, asociando la Bacanal con tina y la Bacanal con Sileno, y que datan de antes de 1481.

## Historia
Inspirada en la mitología grecorromana, explotando el tema de las bacanales, la obra está considerada como uno de los mejores entre los diez grabados atribuidos a Andrea Mantegna. La datación plantea un problema ya que el artista no la indica en sus láminas. Sin embargo, no pueden haber sido grabadas después de 1480, ya que se mencionan antes de esta fecha. Además, el motivo original no ha sido encontrado sino que probablemente procede de un relieve de un sarcófago romano que el artista pudo ver, por ejemplo, en la Basílica de Santa María la Mayor durante su viaje a Roma.  
Las figuras resaltan en ambas composiciones gracias al fondo oscuro sobre el que están dispuestas, en un modo de claroscuro más incisivo que el utilizado en los dibujos y en la pintura, e imitando así relieves escultóricos. Ningún erudito está actualmente de acuerdo sobre el significado exacto de la escena o a qué mito específicamente se refiere.
Las dos escenas habrían sido grabadas en ambos lados de la misma plancha. El cobre fue llevado a Francia en 1535 y recibido en el castillo de Fontainebleau por Giulio Romano. Aunque las dos partes no se unen perfectamente, la Bacanal con tina y la Bacanal con Sileno forman un díptico en la medida en que la escena descrita en la primera continúa en la segunda. En la primera composición, abajo a la derecha, se distingue de hecho un gran charco de vino que fluye en el suelo desde la cuba y que continúa en la segunda abajo a la izquierda.  
Alberto Durero lo copió en forma de dibujos a tinta alrededor de 1494. De este grabado se hicieron varias copias grabadas y varios otros dibujos, entre los que destacan una copia de la figura de Baco de Nicoletto da Modena y una copia al aguafuerte de Daniel Hopfer, en el mismo sentido, con algunas variaciones.  
Esta temática y disposición, de forma más firme, serán explotadas por Andrea Mantegna en Combate de dioses marinos.

## Bacanal con tina
Realizada a buril y punta seca, la composición muestra, bajo una parra crecida sobre un frutal, un conjunto de personajes como sátiros, putti y hombres que participan en una reunión bacanal. El punto focal de la escena es la tina grande de madera (de ahí el nombre que recibe esta pieza) de la que sale vino por la espita, sobre la que se sienta un muchacho en actitud lasciva y visiblemente adormilado por la embriaguez. A sus pies hay dos amorcillos en el suelo durmiendo la borrachera, mientras que dos figuras a la derecha beben de copas, cuencos y un cuerno: Uno de los dos, con cascabeles en las pantorrillas, baila en medio del estanque de vino. La interpretación del grupo de la izquierda parece más compleja: un joven (¿Baco?) acompañado de una cornucopia, recibe la corona de hojas de vid de un anciano montado sobre los hombros de un hombre bastante alto y delgado, una probable, pero discutible, alusión al mito de Anquises y Eneas. 
Hay 53 pruebas conocidas de esta plancha en todo el mundo. Los formatos varían significativamente, dependiendo de la condición y la tirada, y algunas pruebas están recortadas. Por ejemplo, la del Departamento de Grabados y Fotografía de la Biblioteca Nacional de Francia (París) mide 27,9 × 41,7 cm, mientras que la del Museo Metropolitano de Arte (Nueva York) mide 29,9 × 43,7 cm.

## Bacanal con Sileno
En el centro, bajo una parra, el corpulento personaje que da nombre a la composición, Sileno, compañero habitual de Baco, es llevado sentado en sus brazos unidos por dos faunos y un sátiro que lo corona; A la izquierda, algunos personajes llevan a otros más ebrios sobre sus espaldas, incluida una mujer gorda bastante misteriosa que parece la contraparte femenina del propio Sileno; A la derecha, dos faunos, uno tocando una flauta doble, el otro sosteniendo una siringa.
Hay 45 pruebas conocidas de esta plancha en todo el mundo. Al igual que en la primera composición, los formatos varían significativamente en función de las condiciones y las tiradas, presentándose algunas pruebas recortadas.